# Lispe tienmuensis
Lispe tienmuensis är en tvåvingeart som beskrevs av Fan 1974. Lispe tienmuensis ingår i släktet Lispe och familjen husflugor. Inga underarter finns listade i Catalogue of Life.